# هنري كوتاني
هنري كوتاني (باليابانية: ヘンリー・小谷) هو مشغل كاميرا ومصور سينمائي ومخرج وممثل ياباني، ولد في 25 أبريل 1887 في هيروشيما في اليابان، وتوفي في 8 أبريل 1972 في الولايات المتحدة.

## وصلات خارجية
- هنري كوتاني على موقع IMDb (الإنجليزية)
- هنري كوتاني على موقع أول موفي (الإنجليزية)
- هنري كوتاني على موقع قاعدة بيانات الفيلم (الإنجليزية)
- هنري كوتاني على موقع كينوبويسك (الروسية)